# Elkenradergrub

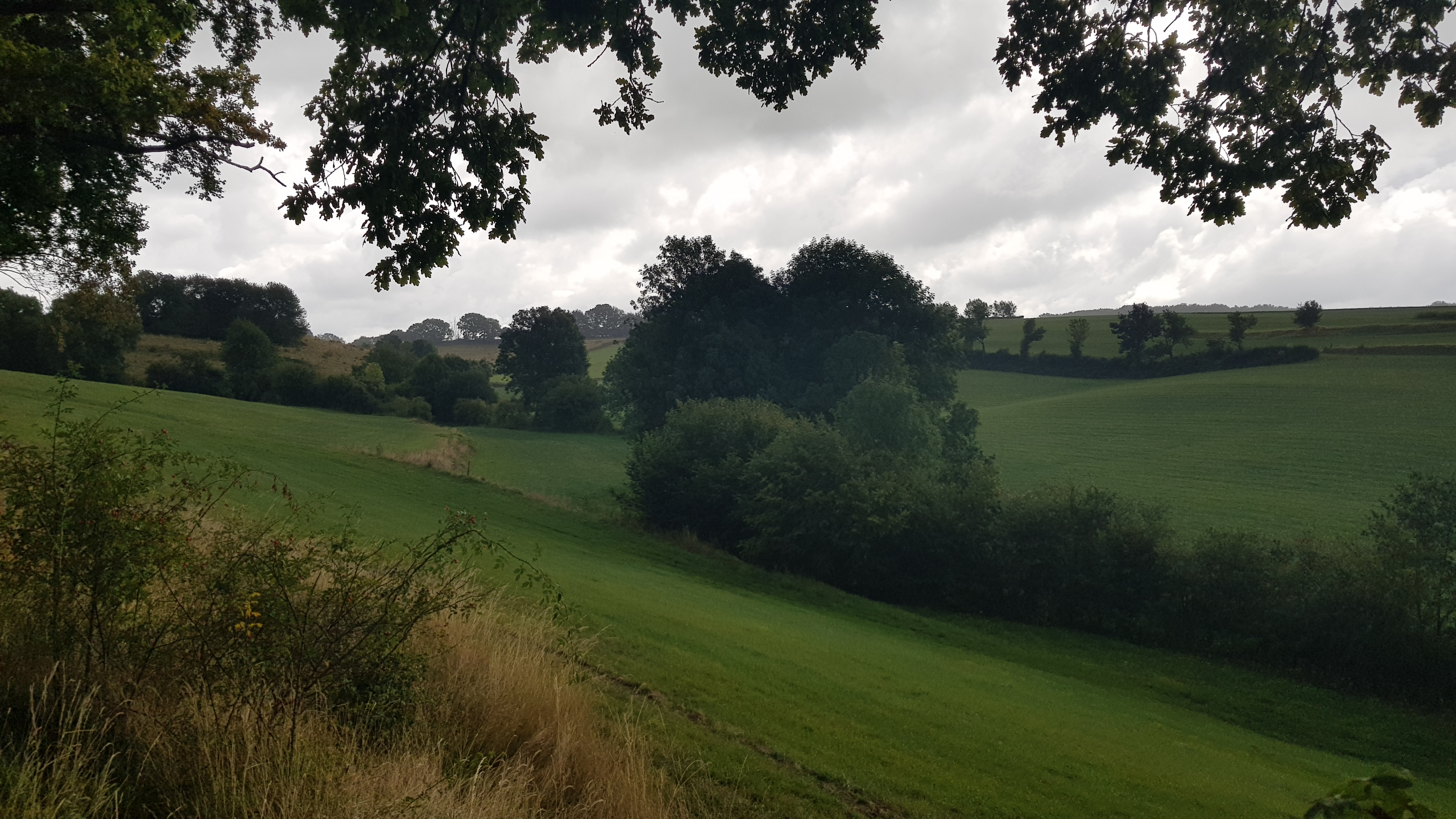
Elkenradergrub

De Elkenradergrub is een droogdal en holle weg in Nederlands Zuid-Limburg in de gemeente Gulpen-Wittem. Het dal ligt ten zuiden en zuidwesten van Elkenrade en ten noordoosten van Wijlre.
Het dal strekt zich uit van Eyserheide in het oosten tot aan Fromberg in het westen.
In het noorden wordt het dal begrensd door de hoogte van Elkenrade en in het zuidoosten door de Eyserberg met het Eyserbos.
Het droogdal snijdt in op het Plateau van Ubachsberg en mondt in het noordwesten uit in het Droogdal van Colmont.